# Reidar Bohlin Borgersen
Reidar Bohlin Borgersen (Krokstadelva, 10 april 1980) is een Noors langebaanschaatser en wielrenner. Zijn tweelingbroer Odd Bohlin Borgersen is ook schaatser.

## Carrière

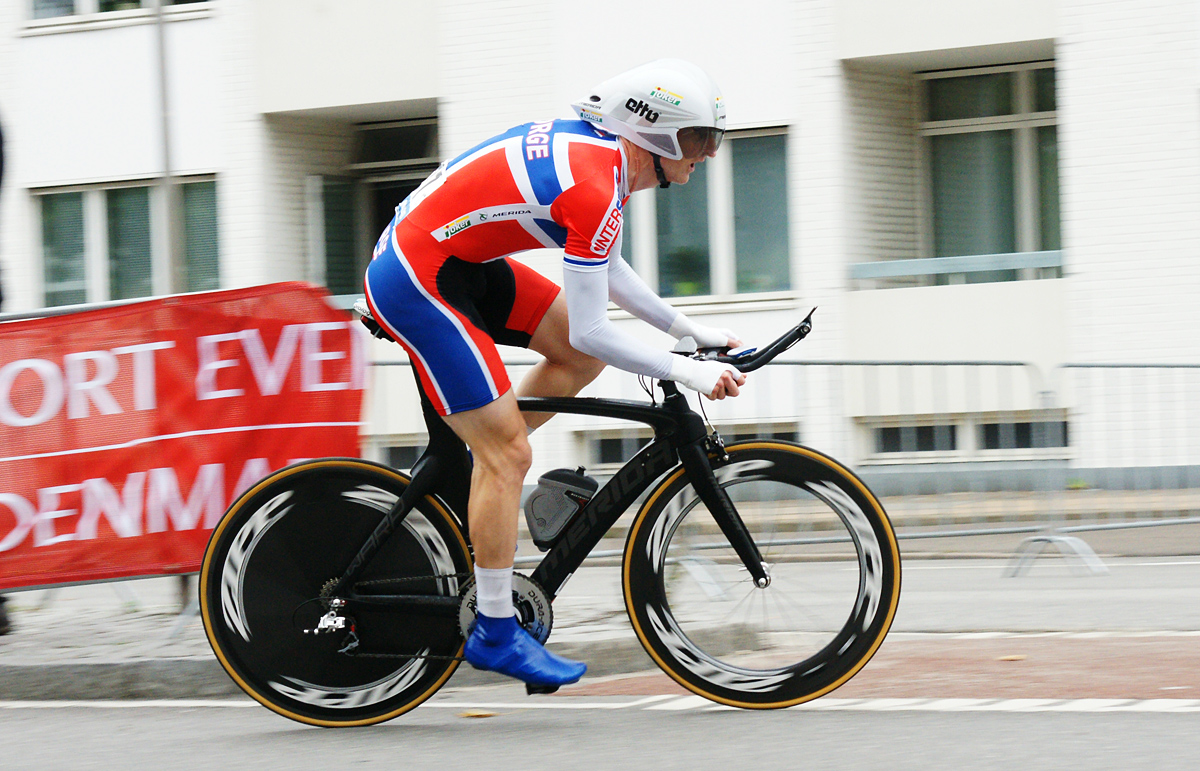
Reidar Borgersen in de tijdrit van de WK wielrennen 2011.

### Schaatsen
Als schaatser was Reidar Borgersen vooral goed op de 5000 en 10.000 meter en reed op die afstanden in 2002, 2003 en 2004 wereldbekerwedstrijden. Ook deed hij twee keer mee aan de WK afstanden. Bij de 5000 meter in Berlijn 2003 werd hij 12e. Een jaar later in Seoel kwam hij niet verder dan een 21e plek op de 5000 meter en een 15e plek op de 10.000 meter.
In het wereldbekerseizoen 2009/2010 maakte hij nog een soort van comeback, hij reed twee wereldbekerwedstrijden, een op de 10.000 meter in Hamar en een op de 5000 meter in Calgary.

### Wielrennen
Als wielrenner is Borgersen vooral een goede tijdrijder die sinds 2010 uitkomt voor Joker Merida. Bij het Noors kampioenschap wielrennen op de weg won Borgersen in 2010 en 2011 zilver in de tijdrit achter Edvald Boasson Hagen, maar in 2012 was hij Hagen de baas en werd hij nationaal kampioen tijdrijden. In 2013 won hij de Ringerike GP. In 2014 werd hij opnieuw Noors kampioen tijdrijden. Bovendien won hij dat jaar de koppeltijdrit Duo Normand met Truls Engen Korsaeth.
Borgersen · Eiking · Hoelgaard · Hoem · Jansen · Korsæth · Laengen · Lindau · Lunke · Skaarseth · Stien · Wilson · Halvorsen (stagiair)